# 砂子田川
砂子田川（すなこだがわ）は、福島県相馬郡新地町を流れる河川であり、二級水系砂子田川水系の本流である。

## 地理
町西端、宮城県伊具郡丸森町との境界をなす鹿狼山を水源とし、新地町の中心部を流れ太平洋に注ぐ。上流部は農地が広がり、支流の谷内田川と合流してからの中流部は新地町中心部を流れる。JR常磐線以東の下流部は農地と沿岸部の集落が広がっていたが、2011年3月11日に発生した東日本大震災に伴う津波により壊滅的な被害を受けた。また、1986年8月に発生した8.5水害では本流の越流と支流の猿田川の破堤により61.4haが浸水被害を受けた。

## 流域の自治体
福島県
- 相馬郡新地町

## 支流
- 谷地田川
- 猿田川

## 主な橋梁
- 曙橋（一級町道10号釣師埓浜公園線）
- 中浜田橋（福島県道・宮城県道38号相馬亘理線）
- 砂子田川橋梁（JR常磐線）
- 砂子田川橋（福島県道171号新地停車場釣師線）
- 四日市橋（新地町道307号新地駅西7号線）
- 中島大橋（新地町道113号中島谷地田線）
- 砂子田橋（国道6号）
- 新道橋（新地町道50号駒ヶ嶺新地線）
- 大橋（一級町道6号町狠沢線）
- 樋掛橋（二級町道11号新地線）
- 車橋（新地町道79号深町背中振線）
- 坂下橋（新地町道284号雁小屋北線）
- 川窪橋（新地町道88号雁小屋線）
- 前川橋（二級町道9号駒町寺前線）
- 中丁橋（新地町道90号中丁雁小屋線）
- 日向橋（一級町道5号南菅谷福田線）
- 日向橋（新地町道93号赤柴金井線）
- 砂子田川橋（常磐自動車道）
- 飯樋橋（福島県道273号赤柴中島線）
- 飯樋橋（新地町道106号南狼沢飯樋線）

## 河川施設
- 新道堰